# Johann Nordmann

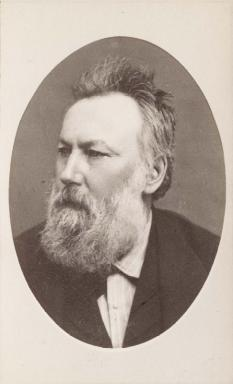
Johannes Nordmann

Johann Nordmann (geb. Rumpelmayer, ab 1866 Pseudonym; * 13. März 1820 in Landersdorf (Gemeinde Krems), Niederösterreich; † 20. August 1887 in Wien) war ein österreichischer Journalist und Reiseschriftsteller.

## Leben
Als uneheliches Kind einer Weinhauertochter geboren, wuchs er in Krems an der Donau bei Verwandten ihrer Mutter in ärmlichen Verhältnissen auf. Er besuchte das Piaristengymnasium in Krems, wo der Mundartdichter Joseph Misson zu seinen Lehrern zählte. Aus wirtschaftlichen Gründen musste er als Schüler mit Nachhilfestunden und Schreibarbeiten zu seinem Lebensunterhalt beitragen. Erste dichterische Versuche konnte er bereits im Alter von zehn Jahren veröffentlichen. 1839 begann er seine journalistische Laufbahn in Wien. Als Autor von Blättern wie dem Oesterreichischen Morgenblatt, Der Humorist, den Sonntagsblättern oder dem Wanderer schrieb er nicht nur für das Feuilleton, sondern veröffentlichte auch lyrische und kleinere dramatische Arbeiten. Er lieferte Beiträge für Veröffentlichungen des Verlegers Gustav Heckenast und freundete sich mit den Schriftstellern Anastasius Grün und Nikolaus Lenau an. Von 1843 bis Mitte 1845 war er als Hauslehrer und Erzieher der Söhne des Schriftstellers Eduard von Badenfeld tätig und begleitete die Familie auf ausgedehnten Reisen durch Deutschland, Tirol, die Schweiz, Südfrankreich und Italien. Ab dem Sommer 1845 hielt er sich erneut in Wien auf und unternahm von hier aus Reisen nach Skandinavien. 1846 veröffentlichte er eine zweibändige Novellensammlung und einen Gedichtband. Mit letzterem zog er die Kritik der habsburgischen Zensurbehörde auf sich und musste emigrieren. Er ging nach Dresden und bald nach Leipzig. Hier fand er Kontakt zu anderen österreichischen Emigranten und arbeitete für Johann Jacob Webers Illustrirte Zeitung. Seit dieser Zeit benutzte er das Pseudonym Nordmann oder Johannes Nordmann, das zwanzig Jahre später in der bekannten Namensform auch als bürgerlicher Name eingetragen wurde.
Der Ausbruch der Märzrevolution 1848 zog ihn zurück nach Wien, wo er sich der Akademische Legion anschloss, einem studentischen Freikorps. Er schrieb in dieser Zeit politische Gedichte und Beiträge für die linksstehenden Blätter Der Radicale und Wiener Katzen-Musik. Daneben gab er ein Sammelwerk über die im Zuge der Revolution aus Wien vertriebenen Redemptoristen (Liguorianer) heraus. Als einer der engeren Gefolgsleute Wenzel Messenhausers tauchte er im Oktober 1848 unter und verbarg sich vorübergehend in Dresden. Schon im Folgejahr kehrte er aber nach Wien zurück und gab ein politisches Journal heraus, das aber nach kurzer zeit verboten wurde.
Er war seit 1866 mit Josefine degli Albuzzi verheiratet. Das Paar hatte zwei Töchter, von denen eine nach seinem Tod den Indologen Karl Eugen Neumann heiratete. Auf journalistischem Gebiet besann sich Nordmann wieder auf das Feuilleton und gab in den Jahren 1853/54 mit dem Wochenblatt Salon eine Literaturzeitschrift heraus. Deren Misserfolg und die weiterhin drohenden Einschränkungen durch die politische Zensur bewegten ihn 1858 zu einem erneuten Auslandsaufenthalt in Frankreich, Württemberg und Belgien. Nach seiner Rückkehr war er von 1862 bis 1869 verantwortlicher Redakteur der Tageszeitung Der Wanderer. Die Neue Freie Presse, für die er von 1869 bis zu seinem Tod schrieb, verdankte ihren Ruf im Bereich des Feuilletons nicht zuletzt Nordmanns Artikelserien, die später zum Teil auch in Buchform erschienen. Im Jahr 1873 gründete er die Neue Illustrirte Zeitung, die er bis 1879 redigierte. Seit 1872 Vorstandsmitglied der Journalistenvereinigung Concordia, war er von 1876 bis 1879 sowie von 1880 bis 1883 deren Präsident. In Frankreich wurde er mit dem Titel eines Officier de L'Instruction Publique geehrt, zudem war er Ehrenmitglied der Association littéraire et artistique internationale.
Nordmann wird gelegentlich mit Heinrich Gottlob Nordmann, dem Verfasser der unter dem Pseudonym H. Naudh im Jahr 1861 erschienenen antisemitischen Schrift Die Juden und der deutsche Staat, identifiziert. 

## Wegbereiter des touristischen Journalismus
Johann Nordmanns literarische Arbeiten wurden von der Kritik als wenig originell und herausragend angesehen. Als journalistischer Reiseberichterstatter hat er hingegen prägenden Einfluss auf das Feuilleton seiner Zeit ausgeübt. Bereits als Hauslehrer der Familie von Badenfeld gesammelte und unter dem Einfluss seines Arbeitgebers beschriebene Eindrücke von den Reisen der 1840er Jahre wiesen in diese Richtung. In seinem feuilletonistischen „Sonntagsbüchlein“ mit dem Untertitel: Ich komme vom Gebirge her! über das Burgenland ordnete er die zu verschiedenen Zeiten entstandenen Skizzen geografisch so an, dass der Wanderer von Wien ausgeht und daher dessen nähere Umgebung mitberücksichtigt. Als 4. Feuilleton findet sich die – am 19. Juni 1864 entstandene – Skizze: Am Neusiedlersee. Nordmann nutzte die Transportmittel und touristischen Infrastrukturen seiner Zeit. Er fuhr bis an die burgenländische Grenze mit der Bahn, bis eine Station vor Bruck an der Leitha. Von Wilfleinsdorf ging er zu Fuß weiter, über die Leithabrücke nach Kaisersteinbruch und über das Leithagebirge.
Landschafts- und Kulturbeschreibungen verknüpfte er mit Betrachtungen über die politischen Spannungen zwischen den damals im Kaisertum Österreich und später in der Doppelmonarchie Österreich-Ungarn vereinigten Ländern, dass es diesseits und jenseits der Leitha nicht so bedrohlich klänge ...

„Die Wanderung bringt den Zeitbetrachter allmählich zur Einführung in die Landschaft. ... auf dem Höhepunkt des scharf abfallenden Bergrückens ... zu meiner Linken lagen wieder offene Steinbrüche und waren deutlich erkennbar die schon zum Bauen zugerichteten Quader. Vor ihm lag es weithin und bis zum Horizonte wie ein schwerer, graugelber Nebel aus dem Tieflande, träge und unbeweglich. Es war in den Farben seiner Zeit gesehen der Neusiedlersee ... im Wirtshaus von Winden ...“

## Werke
- Gedichte. Wien 1846.
- Ein Novellenbuch. 2 Bände. Wien 1846.
- Aurelie. Roman. 1847.
- Trutznachtigall. Lieder. Wien 1848.
- Die Liguorianer. Ihre Constitution und Correspondenz. Wien 1849.
- Ein Jugendleben. Erzählung. 1849.
- Zwei Frauen. Roman. 1850.
- Carrara. Ein historischer Roman aus Paduas Vorzeit. (anonym). Brockhaus, Leipzig 1851.
- Dante’s Zeitalter. Studien. 1852. (Der Vorläufer eines umfassenden Werks über Dante)
- Frühlingsnächte in Salamanca. Novelle. 1853.
- Ein Marschall von Frankreich. Tragödie. 1857.
- Ein Wiener Bürger. 1860.
- Kling leise, mein Lied. Ständchen. Zweite Fassung 1860
- Meine Sonntage. Wanderbuch aus den Bergen des österreichischen Hochlandes. Wien 1868.
- Wiener Stadtgeschichten. Novellensammlung. Wien 1869.
- Der zerbrochene Spiegel. Biographische Plauderei. 1870.
- Eine Römerfahrt. Eposfragment.
  - 1. Teil: Der Bauernkrieg. 1875.
  - 2. Teil: Unter dem Krummstab. 1877.
- Unterwegs. Feuilletons der Neuen Freien Presse. Fortsetzung des Wanderbuches Meine Sonntage. Engel, Berlin 1884.